# مورين فلمنج
مورين فلمنج (بالإنجليزية: Maureen Fleming)‏ هي راقصة أمريكية، ولدت في 1954.